# Submarino U-260
El submarino alemán U-260 fue un submarino tipo VIIC construido para la Kriegsmarine de la Alemania nazi para el servicio durante la Segunda Guerra Mundial . Su quilla fue colocada el 7 de mayo de 1941 por Bremer Vulkan, de Bremen-Vegesack . Fue comisionada el 14 de marzo de 1942 con el Kapitänleutnant Herbertus Purkhold al mando.

## Diseño
Los submarinos alemanes Tipo VIIC fueron precedidos por los submarinos más cortos Tipo VIIB . El U-260 tenía un desplazamiento de 769 toneladas (757 toneladas largas) cuando estaba en la superficie y 871 toneladas (857 toneladas largas) mientras estaba sumergido.  Tenía una longitud total de 67,10 m (220 pies 2 pulgadas), una longitud de casco de presión de 50,50 m (165 pies 8 pulgadas), una manga de 6,20 m (20 pies 4 pulgadas), una altura de 9,60 m ( 31 pies 6 pulgadas) y un calado de 4,74 m (15 pies 7 pulgadas). El submarino estaba propulsado por dos motores diésel sobrealimentados Germaniawerft F46 de cuatro tiempos y seis cilindros . produciendo un total de 2800 a 3200 caballos de fuerza métricos (2060 a 2350 kW; 2760 a 3160 shp) para uso en superficie, dos motores eléctricos AEG GU 460/8–27 de doble acción que producen un total de 750 caballos de fuerza métricos (550 kW; 740 shp) para usar mientras está sumergido. Tenía dos ejes y dos hélices de 1,23 m (4 pies ) . El barco era capaz de operar a profundidades de hasta 230 metros (750 pies).
El submarino tenía una velocidad máxima en superficie de 17,7 nudos (32,8 km/h; 20,4 mph) y una velocidad máxima sumergida de 7,6 nudos (14,1 km/h; 8,7 mph).  Cuando estaba sumergido, el barco podía operar durante 80 millas náuticas (150 km; 92 mi) a 4 nudos (7,4 km/h; 4,6 mph); cuando salió a la superficie, podría viajar 8.500 millas náuticas (15.700 km; 9.800 mi) a 10 nudos (19 km / h; 12 mph). El U-260 estaba equipado con cinco tubos de torpedos de 53,3 cm (21 pulgadas) (cuatro instalados en la proa y uno en la popa), catorce torpedos , un cañón naval SK C / 35 de 8,8 cm (3,46 pulgadas) , 220 rondas y dos cañones antiaéreos gemelos C/30 de 2 cm (0,79 pulgadas) . El barco tenía una capacidad de entre cuarenta y cuatro y sesenta marineros.

## Historial de servicio
El U-260 realizó nueve patrullas en total. En su segunda patrulla, el U-260 era parte de la manada de lobos Spitz  que atacó al convoy ON-154, haciendo contacto con el convoy el 28 de diciembre de 1942 y hundiendo el carguero británico Empire Wagtail de 4.893 TRB (todos los marineros fallecieron. 43 en total) . Este fue el único barco hundido por el U-260 .
El Kapitänleutnant Purkhold fue relevado en abril de 1944 por el Oberleutnant zur See Klaus Becker. Becker estuvo al mando del barco hasta marzo de 1945.
El 12 de marzo de 1945, el U-260 fue hundido al sur de la neutral Irlanda, en posición la 51°15′N 09°05′O / 51.250, -9.083 después de sufrir daños por minas. El campo minado había sido colocado por el HMS  Apollo , un minador clase Abdiel . 
Después del hundimiento, un contenedor sellado de papeles flotó hacia la superficie. Un experto británico voló a Cork para examinarlos.
La tripulación de cinco oficiales y 48 tripulantes fueron internados en Irlanda durante el resto de la guerra. En toda su carrera, el U-260 no sufrió bajas entre su tripulación.

### Manadas de lobos
El U-260 participó en 16 manadas de lobos, a saber:
- Blitz (22 - 26 de septiembre de 1942)
- Tiger (26 - 30 de septiembre de 1942)
- Luchs (1 - 6 de octubre de 1942)
- Panther (6 - 11 de octubre de 1942)
- Südwärts (24 - 26 de octubre de 1942)
- Spitz (22 - 31 de diciembre de 1942)
- Seeteufel (21 - 30 de marzo de 1943)
- Lowenherz (1 - 10 de abril de 1943)
- Lerche (10 - 15 de abril de 1943)
- Specht (21 de abril - 4 de mayo de 1943)
- Fink (4 - 6 de mayo de 1943)
- Leuthen (15 - 24 de septiembre de 1943)
- Rossbach (24 de septiembre - 7 de octubre de 1943)
- Rügen 6 (28 de diciembre de 1943 - 2 de enero de 1944)
- Rügen 5 (2 - 7 de enero de 1944)
- Rügen (7 - 11 de enero de 1944)

## Posguerra
El lugar del naufragio del U-260 fue descubierto en 1975 por el pescador local Colin Barnes después de enganchar sus redes con él, aunque se supuso primeramente que era el naufragio del Counselor (hundido debido a una mina en 1917) que también estaba en la zona. Un amigo del Sr. Barnes, Joe Barry, se sumergió en la posición señalada y descubrió el submarino en lugar del carguero esperado.
El U-260 se encuentra actualmente en unos 40 a 45 metros (131 a 148 pies) de agua aproximadamente a siete kilómetros al sur de Glandore , y es un sitio de buceo popular en Baltimore, el condado de Cork y Union Hall .
Hay especulaciones recientes de que el U-260 en realidad no golpeó una mina, sino que golpeó un pináculo submarino (ahora conocido como '78 Rock' pero que no estaba cartografiado en ese momento) lo que llevó a su estado dañado.
El 2 de julio de 2014, dos buzos experimentados murieron mientras exploraban los restos del naufragio. Los buzos se habían desviado de su plan de buceo al permanecer en el fondo demasiado tiempo y ascendieron demasiado rápido desde los restos del naufragio. Se dictaminó que ambos hombres habían muerto debido al síndrome de descompresión. El cuerpo de uno de los buzos se recuperó de inmediato y el cuerpo del segundo buzo se recuperó más tarde ese mismo día.

## Historial de incursiones
| Fecha                   | Nombre del barco | Nacionalidad | Tonelaje ( TRB ) | Destino |
| ----------------------- | ---------------- | ------------ | ---------------- | ------- |
| 28 de diciembre de 1942 | Empire Wagtail   | Reino Unido  | 4,893            | hundido |